# Poltva, Busk
Poltva (în ucraineană Полтва) este o comună în raionul Busk, regiunea Liov, Ucraina, formată numai din satul de reședință.

## Demografie
Componența lingvistică a comunei Poltva
     Ucraineană (99,89%)
     Alte limbi (0,11%)
Conform recensământului din 2001, majoritatea populației comunei Poltva era vorbitoare de ucraineană (99,89%), existând în minoritate și vorbitori de alte limbi.